# Réserve forestière d'État de Keauohana
La réserve forestière d'État de Keauohana, en anglais Keauohana State Forest Reserve, est une réserve forestière d'État des États-Unis située à Hawaï, sur l'île d'Hawaï, sur le flanc oriental du Kīlauea.